# Hugh Fraser (animateur)
Pour les articles homonymes, voir Hugh Fraser et Fraser.
Hugh Duncan Fraser (15 août 1904, Butte, Montana - 6 janvier 1994, Walnut Creek, Californie) est un animateur américain ayant travaillé pour les studios Disney.

## Biographie
Après 1960, il quitte Disney et participe à plusieurs projets dans différents studios.

## Filmographie
- 1937 : Blanche-Neige et les Sept Nains
- 1940 : Pinocchio
- 1940 : Fantasia
- 1941 : Dumbo
- 1942 : Saludos Amigos
- 1943 : Victoire dans les airs
- 1945 : The Eyes Have It
- 1945 : Casanova canin
- 1945 : Donald et Dingo marins
- 1946 : A Knight for a Day
- 1946 : La Boîte à musique
- 1946 : Les Locataires de Mickey
- 1946 : Casey at the Bat
- 1946 : Frank Duck Brings 'em Back Alive
- 1946 : Double Dribble
- 1947 : Coquin de printemps
- 1948 : Dingo et Dolorès
- 1948 : Mickey et le Phoque
- 1949 : Pluto's Surprise Package
- 1949 : Pluto's Sweater
- 1949 : Pluto et le Bourdon
- 1949 : Le Crapaud et le Maître d'école
- 1949 : Sheep Dog
- 1950 : Pluto's Heart Throb
- 1950 : Pluto and the Gopher
- 1950 : Cendrillon
- 1950 : Wonder Dog
- 1950 : Hold That Pose
- 1951 : Cold War
- 1951 : On jeûnera demain (Tomorrow We Diet)
- 1951 : Alice au pays des merveilles
- 1951 : Get Rich Quick
- 1951 : Défense de fumer
- 1952 : Man's Best Friend
- 1952 : Dingo cow-boy (Two Gun Goofy)
- 1952 : Dingo en vacances
- 1952 : How to Be a Detective
- 1953 : Peter Pan
- 1953 : Papa est de sortie
- 1953 : Father's Week End
- 1953 : Franklin et Moi
- 1955 : La Belle et le Clochard

- 1960 : Popeye the Sailor (directeur d'animation) (8 épisodes)